# Sint-Annaparochie
Sint-Annaparochie, parfois abrégé en St.-Annaparochie (en bildts et en frison : Sint-Anne) est un village de la commune néerlandaise de Waadhoeke, dans la province de Frise.

## Géographie
Le village est situé dans le nord de la Frise, près de la mer des Wadden, à 12 km au nord-ouest de Leeuwarden.

## Toponymie
Le nom en néerlandais signifie « paroisse Sainte-Anne » en l'honneur de sainte Anne, mère de la Vierge Marie.

## Histoire
Le village de Sint-Annaparochie est fondé au XVIe siècle. En 1634, c'est dans son église que le peintre Rembrandt épouse Saskia van Uylenburgh.
Sint-Annaparochie est le chef-lieu de la commune de Het Bildt avant le 1er janvier 2018, où celle-ci est supprimée et fusionnée avec Franekeradeel, Menameradiel et une partie de Littenseradiel pour former la nouvelle commune de Waadhoeke.

## Langue
À côté du néerlandais, la langue locale est un dialecte de celui-ci appelé « bildts ».

## Démographie
Le 1er janvier 2017, le village comptait 3 945 habitants.